# Libre et assoupi
Pour plus de détails, voir Fiche technique et Distribution.
Libre et assoupi est un film français réalisé par Benjamin Guedj et sorti en 2014.

## Synopsis
Sébastien, 29 ans, talentueux mais éternel étudiant, se voit forcé par ses parents d'entrer dans la vie active. Il emménage donc à Paris chez Anna, qui enchaîne les stages dans l'édition, et Bruno, qui vivote de petits boulots en petits boulots. Mais voilà… Sébastien n'a qu'une ambition : ne rien faire, pour continuer à vivre.

## Fiche technique
- Titre : Libre et assoupi
- Réalisation : Benjamin Guedj
- Scénario : Benjamin Guedj d'après le premier roman de Romain Monnery Libre, seul et assoupi, publié en 2010
- Photographie : Georges Lechaptois
- Musique : Mathieu Lamboley
- Montage : Yann Malcor
- Décors : Antoine Platteau
- Costumes : Muriel Legrand
- Son : Rémi Daru, Jon Goc, Alexandre Widmer
- Production : Jean Cottin, Sidonie Dumas, Laurent Taïeb
- Sociétés de production : Les Films du Cap, Gaumont, M6 Films
- Distribution : Gaumont Distribution
- Pays :  France
- Langue : français
- Date de sortie :
  - France : 7 mai 2014

## Distribution
- Baptiste Lecaplain : Sébastien
- Charlotte Le Bon : Anna
- Félix Moati : Bruno
- Denis Podalydès : Richard
- Isabelle Candelier : la mère de Sébastien
- Jean-Yves Berteloot : le père de Sébastien
- Suliane Brahim : Valentine Caillou
- David Baiot : Stéphane
- Lou Chauvain : Delphine
- Benjamin Lavernhe : Alexandre
- Richard Guedj : Patrick
- Bernard Ménez : M. Lochu
- Jean-Michel Lahmi : Le directeur de Numéripro
- Marco Panzani : Le badaud
- Mathias Maréchal : Un des deux voleurs du musée
- Élisabeth Vitali : La veuve
- Philippe Uchan : le gardien du square

## Distinctions
- Festival international du film de comédie de l'Alpe d'Huez : Prix d'interprétation pour Félix Moati

## Réception par le public
- Selon Le Figaro, le film figure en dix-septième position dans la liste des vingt films français et étrangers les plus « boudés par le public » en 2014[1]. Si le film ne trouve pas son public en salles, la critique relève l'interprétation réussie du trio Lebon Lecaplain Moati[2],[3],[4],[5],[6],[7].

## Autour du film
- Les dialoguistes choisissent de faire prononcer par Félix Moati les dernières phrases des Valseuses à la 42e minute du film : « On n'est pas bien, paisibles, à la fraîche, décontractés du gland ? ».